# Mezocyklóna
Mezocyklóna je vír o rozměrech až desítek km s cyklonálním zakřivením proudnic. Obvykle vzniká v polárním nebo arktickém vzduchu studeného sektoru řídících cyklón. V poli přízemního tlaku vzduchu bývá mezocyklóna vyjádřená brázdou nižšího tlaku vzduchu, popřípadě i uzavřenou izobarou. Doba existence mezocyklóny se pohybuje okolo 1 dne. Mezocyklóna zpravidla vzniká v různých vzdálenostech od studené fronty řídící cyklóny. Vznikne-li však v její bezprostřední blízkosti, může způsobit její zvlnění a často pak s ní splyne. Oblačnost mezocyklóny je uspořádána do několika spirálních ramen, které jsou tvořeny izolovanými konvektivními buňkami nebo kumulonimby. Spirální ramena mohou být také tvořena uspořádanou konvekční oblačností. Mezocyklóny jsou doprovázeny silným větrem a intenzívními přeháňkami, v zimě pak sněžením.